# Zeithain
Zeithain település Németországban, azon belül Szászország tartományban. Lakosainak száma 5580 fő (2023. december 31.).

## Népesség
A település népességének változása:
| Lakosok száma | 5652 | 5591 | 5491 | 5520 | 5580 |
|               | 2017 | 2019 | 2021 | 2022 | 2023 |